# Herman Rodziński

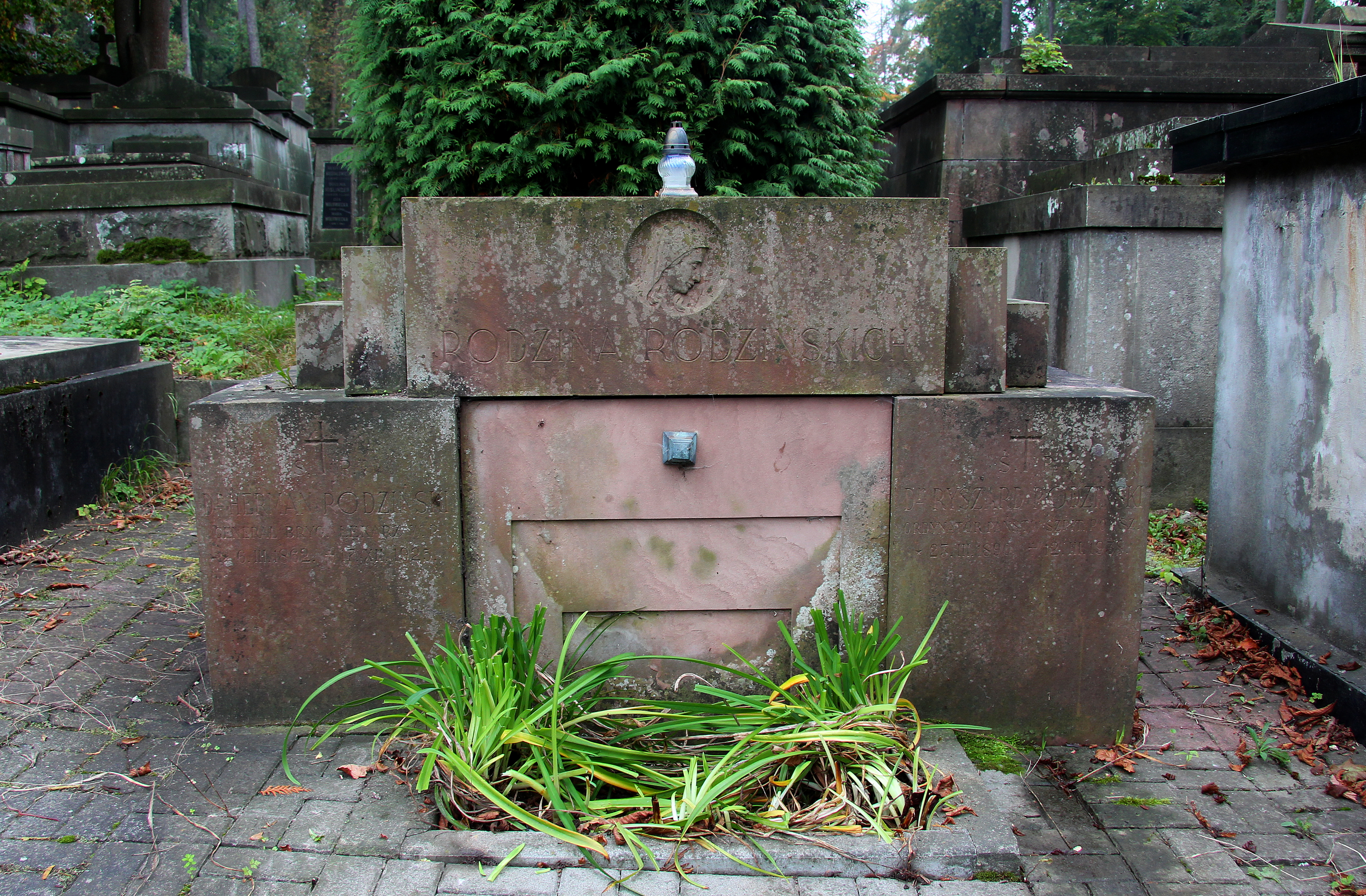
Grobowiec Rodzińskich we Lwowie

Herman Józef Rodziński vel Herman Józef Rittigstein (ur. 6 marca 1862 w pow. skałackim, zm. 17 grudnia 1925 we Lwowie) – lekarz, generał brygady Wojska Polskiego.

## Życiorys
Ukończył gimnazjum w Stanisławowie i Wydział Lekarski Uniwersytetu Wiedeńskiego. W lutym 1887 rozpoczął służbę lekarza wojskowego w cesarskiej i królewskiej Armii. Został przydzielony do Szpitala Garnizonowego Nr 13 w Terezinie. W następnym roku został przeniesiony do Dalmatyńskiego Pułku Piechoty Nr 22 w Castelnuovo. W 1895 został przeniesiony do Galicyjskiego Pułku Ułanów Nr 3 w Gródku Jagiellońskim. W 1903 został przydzielony do 11 Dywizji Piechoty we Lwowie na stanowisko szefa sanitarnego. W 1909 został przydzielony do Komendy 11 Korpusu we Lwowie. Do 1 listopada 1918 pełnił obowiązki szefa sanitarnego Okręgu Wojskowego we Lwowie.
Od 23 listopada 1918 pełnił służbę w kwatermistrzostwie Dowództwa WP na Galicję Wschodnią. 6 lutego 1919 został przyjęty do Wojska Polskiego z zatwierdzeniem rangi pułkownika lekarza.
7 marca 1919 minister spraw wojskowych, gen. bryg. Józef Leśniewski wydał rozkaz, w którym ogłosił, że 18 lutego 1919 Namiestnictwo Galicyjskie zezwoliło pułkownikowi doktorowi Hermanowi Józefowi Rittigsteinowi i jego synowi Ryszardowi, porucznikowi lekarzowi na zmianę nazwiska rodowego „Rittigstein” na „Rodziński”.
25 kwietnia 1919 mianowany został szefem sanitarnym Dowództwa Okręgu Etapów Kowel. W czerwcu tego roku przeniesiony został do dyspozycji szefa Departamentu Sanitarnego MSWojsk. Z dniem 1 maja 1921 został przeniesiony w stan spoczynku, w stopniu pułkownika lekarza. 26 października 1923 Prezydent RP Stanisław Wojciechowski zatwierdził go w stopniu generała brygady.
Zmarł 17 grudnia 1925 we Lwowie. Został pochowany na Cmentarzu Łyczakowskim we Lwowie.
Herman Rodziński był żonaty z Jadwigą z Wiszniewskich (1870–1950), z którą miał dwóch synów: Ryszarda i Artura.

## Awanse
- nadlekarz (niem. Oberarzt) – 1887[a]
- lekarz pułkowy 2. klasy (niem. Regimentsarzt 2. Klasse[b]) – 1 maja 1890
- lekarz pułkowy 1. klasy (niem. Regimentsarzt 1. Klasse[c]) – 1894
- lekarz sztabowy (niem. Stabsarzt[d]) – 1 listopada 1903
- starszy lekarz sztabowy 2. klasy (niem. Oberstabsartzt 2. Klasse[e]) – 1 listopada 1909
- starszy lekarz sztabowy 1. klasy (niem. Oberstabsartzt 1. Klasse[f]) – 1 listopada 1914[13]
- generał brygady – 26 października 1923

## Ordery i odznaczenia
W czasie służby w c. i k. Armii otrzymał:
- Krzyż Oficerski Orderu Franciszka Józefa z dekoracją wojenną,
- Order Korony Żelaznej 3. klasy z dekoracją wojenną,
- Krzyż Rycerski Orderu Franciszka Józefa,
- Brązowy Medal Zasługi Wojskowej,
- Złoty Medal Jubileuszowy Pamiątkowy dla Sił Zbrojnych i Żandarmerii,
- Krzyż Jubileuszowy Wojskowy,
- Krzyż Pamiątkowy Mobilizacji 1912–1913[13].